# Draconarius nudulus
Draconarius nudulus är en spindelart som beskrevs av Wang 2003. Draconarius nudulus ingår i släktet Draconarius och familjen mörkerspindlar. Inga underarter finns listade i Catalogue of Life.